# Vespa conifera
Vespa conifera är en getingart som beskrevs av Martin Lichtenstein 1796. Vespa conifera ingår i släktet bålgetingar, och familjen getingar. Inga underarter finns listade i Catalogue of Life.